# Jared Palmer
Jared Eiseley Palmer (ur. 2 lipca 1971 w Nowym Jorku) – amerykański tenisista, reprezentant kraju w Pucharze Davisa, zwycięzca turniejów wielkoszlemowych w grze podwójnej i mieszanej, lider rankingu ATP deblistów, olimpijczyk z Sydney (2000).

## Kariera tenisowa
Rozpoczynał karierę jako reprezentant Uniwersytetu Stanforda w amerykańskich rozgrywkach uczelnianych; w 1989 roku dotarł do finału juniorskiego turnieju French Open w grze pojedynczej (przegrał z Fabrice’em Santoro). W tym samym roku został mistrzem Wimbledon w grze podwójnej chłopców wspólnie z Jonathan Starkiem.
W latach 1991–2005 Palmer występował jako tenisista zawodowy.
W 1994 roku Palmer odniósł swoje jedyne zwycięstwo turniejowe w grze pojedynczej rangi ATP World Tour, pokonując w finale w Pinehurst Todda Martina. Również jest uczestnikiem 1 finału, w sezonie 1994 w Tuluzie.
W grze podwójnej Amerykanin dwukrotnie wygrywał turnieje wielkoszlemowe – w 1995 roku Australian Open (w parze z Richeyem Renebergiem) i w 2001 roku Wimbledon (z Donaldem Johnsonem). Również dwukrotnie kończył wielkoszlemowe finały deblowe porażką – Wimbledon w 1999 roku (w parze z Paulem Haarhuisem) i US Open w 2001 roku (w parze z Johnsonem). Łącznie w turniejach gry podwójnej Palmer odniósł 28 triumfów oraz osiągnął 23 finały.
Pod koniec stycznia 2000 roku Palmer wraz z Rennae Stubbs wygrał Australian Open w grze mieszanej, po zwycięstwie w finale z parą Arantxa Sánchez Vicario–Todd Woodbridge. Również w sezonie 2000 odniósł zwycięstwo mikstowe podczas US Open, partnerując Arantxcie Sánchez Vicario, pokonując w decydującym meczu Annę Kurnikową i Maksa Mirnego.
Amerykanin wielokrotnie reprezentował kraj w Pucharze Davisa. Występował również na igrzyskach olimpijskich w Sydney z 2000 roku. Grając w parze z Alexem O’Brienem odpadli w 2 rundzie rywalizacji deblistów (w 1 rundzie mieli wolny los).
Dnia 20 marca 2000 roku został sklasyfikowany jako lider rankingu deblistów (indywidualnie). Na szczycie listy utrzymywał się łącznie przez 39 tygodni.

### Finały w turniejach ATP World Tour
| Legenda                                      |
| -------------------------------------------- |
| Wielki Szlem                                 |
| Igrzyska olimpijskie                         |
| Tennis Masters Cup / ATP Finals              |
| ATP Masters Series / ATP Tour Masters 1000   |
| ATP International Series Gold / ATP Tour 500 |
| ATP International Series / ATP Tour 250      |

#### Gra pojedyncza (1–1)
| Końcowy wynik | Nr | Data                | Turniej   | Nawierzchnia  | Przeciwnik     | Wynik finału |
| ------------- | -- | ------------------- | --------- | ------------- | -------------- | ------------ |
| Zwycięzca     | 1. | 8 maja 1994         | Pinehurst | Ceglana       | Todd Martin    | 6:4, 7:6(5)  |
| Finalista     | 1. | 9 października 1994 | Tuluza    | Twarda (hala) | Magnus Larsson | 1:6, 3:6     |

#### Gra podwójna (28–23)
| Końcowy wynik | Nr  | Data                 | Turniej                    | Nawierzchnia    | Partner         | Przeciwnicy                          | Wynik finału              |
| ------------- | --- | -------------------- | -------------------------- | --------------- | --------------- | ------------------------------------ | ------------------------- |
| Zwycięzca     | 1.  | 5 stycznia 1992      | Wellington                 | Twarda          | Jonathan Stark  | Michiel Schapers Daniel Vacek        | 6:3, 6:3                  |
| Finalista     | 1.  | 10 maja 1992         | Charlotte                  | Ceglana         | Bret Garnett    | Steve DeVries David Macpherson       | 4:6, 6:7                  |
| Zwycięzca     | 2.  | 19 lipca 1992        | Waszyngton                 | Twarda          | Bret Garnett    | Ken Flach Todd Witsken               | 6:2, 6:3                  |
| Finalista     | 2.  | 23 sierpnia 1992     | New Haven                  | Twarda          | Patrick McEnroe | Kelly Jones Rick Leach               | 6:7, 7:6, 2:6             |
| Finalista     | 3.  | 15 listopada 1992    | Antwerpia                  | Dywanowa (hala) | Patrick McEnroe | John Fitzgerald Anders Järryd        | 2:6, 2:6                  |
| Finalista     | 4.  | 2 maja 1993          | Atlanta                    | Ceglana         | Todd Martin     | Paul Annacone Richey Reneberg        | 4:6, 6:7                  |
| Finalista     | 5.  | 9 maja 1993          | Tampa                      | Ceglana         | Kelly Jones     | Todd Martin Derrick Rostagno         | 3:6, 4:6                  |
| Zwycięzca     | 3.  | 16 stycznia 1994     | Auckland                   | Twarda          | Patrick McEnroe | Grant Connell Patrick Galbraith      | 6:2, 4:6, 6:4             |
| Zwycięzca     | 4.  | 6 lutego 1994        | San Jose                   | Twarda (hala)   | Rick Leach      | Byron Black Jonathan Stark           | 4:6, 6:4, 6:4             |
| Finalista     | 6.  | 13 lutego 1994       | Memphis                    | Twarda (hala)   | Jim Grabb       | Byron Black Jonathan Stark           | 6:7, 4:6                  |
| Finalista     | 7.  | 20 lutego 1994       | Filadelfia                 | Dywanowa (hala) | Jim Grabb       | Jacco Eltingh Paul Haarhuis          | 3:6, 4:6                  |
| Finalista     | 8.  | 20 marca 1994        | Miami                      | Twarda          | Mark Knowles    | Jacco Eltingh Paul Haarhuis          | 6:7, 6:7                  |
| Zwycięzca     | 5.  | 1 maja 1994          | Atlanta                    | Ceglana         | Richey Reneberg | Francisco Montana Jim Pugh           | 4:6, 7:6, 6:4             |
| Finalista     | 9.  | 8 maja 1994          | Pinehurst                  | Ceglana         | Richey Reneberg | Todd Woodbridge Mark Woodforde       | 2:6, 6:3, 3:6             |
| Finalista     | 10. | 31 lipca 1994        | Toronto                    | Twarda          | Patrick McEnroe | Byron Black Jonathan Stark           | 4:6, 4:6                  |
| Zwycięzca     | 6.  | 2 października 1994  | Bazylea                    | Twarda (hala)   | Patrick McEnroe | Lan Bale John-Laffnie de Jager       | 6:3, 7:6                  |
| Finalista     | 11. | 9 października 1994  | Tuluza                     | Twarda (hala)   | Patrick McEnroe | Menno Oosting Daniel Vacek           | 6:7, 7:6, 3:6             |
| Zwycięzca     | 7.  | 28 stycznia 1995     | Australian Open, Melbourne | Twarda          | Richey Reneberg | Mark Knowles Daniel Nestor           | 6:3, 3:6, 6:3, 6:2        |
| Zwycięzca     | 8.  | 19 lutego 1995       | Memphis                    | Twarda (hala)   | Richey Reneberg | Tommy Ho Brett Steven                | 4:6, 7:6, 6:1             |
| Finalista     | 12. | 7 maja 1995          | Atlanta                    | Ceglana         | Richey Reneberg | Sergio Casal Emilio Sánchez          | 7:6, 3:6, 6:7             |
| Zwycięzca     | 9.  | 15 października 1995 | Tel Awiw-Jafa              | Twarda          | Jim Grabb       | Kent Kinnear David Wheaton           | 6:4, 7:5                  |
| Zwycięzca     | 10. | 12 listopada 1995    | Moskwa                     | Dywanowa (hala) | Byron Black     | Tommy Ho Brett Steven                | 6:4, 3:6, 6:3             |
| Zwycięzca     | 11. | 15 listopada 1998    | Moskwa                     | Dywanowa (hala) | Jeff Tarango    | Jewgienij Kafielnikow Daniel Vacek   | 6:4, 6:7, 6:2             |
| Zwycięzca     | 12. | 10 stycznia 1999     | Doha                       | Twarda          | Alex O’Brien    | Piet Norval Kevin Ullyett            | 6:3, 6:4                  |
| Finalista     | 13. | 9 maja 1999          | Hamburg                    | Ceglana         | Paul Haarhuis   | Wayne Arthurs Andrew Kratzmann       | 6:2, 6:7(5), 2:6          |
| Finalista     | 14. | 13 czerwca 1999      | Halle                      | Trawiasta       | Paul Haarhuis   | Jonas Björkman Patrick Rafter        | 3:6, 5:7                  |
| Finalista     | 15. | 3 lipca 1999         | Wimbledon, Londyn          | Trawiasta       | Paul Haarhuis   | Mahesh Bhupathi Leander Paes         | 7:6(10), 3:6, 4:6, 6:7(4) |
| Zwycięzca     | 13. | 22 sierpnia 1999     | Indianapolis               | Twarda          | Paul Haarhuis   | Olivier Delaître Leander Paes        | 6:3, 6:4                  |
| Finalista     | 16. | 7 listopada 1999     | Paryż                      | Dywanowa (hala) | Paul Haarhuis   | Sébastien Lareau Alex O’Brien        | 6:7(7), 5:7               |
| Finalista     | 17. | 9 stycznia 2000      | Doha                       | Twarda          | Alex O’Brien    | Mark Knowles Maks Mirny              | 3:6, 4:6                  |
| Zwycięzca     | 14. | 12 marca 2000        | Scottsdale                 | Twarda          | Richey Reneberg | Patrick Galbraith David Macpherson   | 6:3, 7:5                  |
| Zwycięzca     | 15. | 19 marca 2000        | Indian Wells               | Twarda          | Alex O’Brien    | Paul Haarhuis Sandon Stolle          | 6:4, 7:6(5)               |
| Zwycięzca     | 16. | 20 sierpnia 2000     | Waszyngton                 | Twarda          | Alex O’Brien    | Andre Agassi Sarkis Sarksjan         | 7:5, 6:1                  |
| Zwycięzca     | 17. | 11 marca 2001        | Scottsdale                 | Twarda          | Donald Johnson  | Marcelo Ríos Sjeng Schalken          | 7:6(3), 6:2               |
| Zwycięzca     | 18. | 29 kwietnia 2001     | Barcelona                  | Ceglana         | Donald Johnson  | Tommy Robredo Fernando Vicente       | 7:6(2), 6:4               |
| Zwycięzca     | 19. | 6 maja 2001          | Majorka                    | Ceglana         | Donald Johnson  | Feliciano López Francisco Roig       | 7:5, 6:3                  |
| Zwycięzca     | 20. | 24 czerwca 2001      | Nottingham                 | Trawiasta       | Donald Johnson  | Paul Hanley Andrew Kratzmann         | 6:4, 6:2                  |
| Zwycięzca     | 21. | 7 lipca 2001         | Wimbledon, Londyn          | Trawiasta       | Donald Johnson  | Jiří Novák David Rikl                | 6:4, 4:6, 6:3, 7:6(6)     |
| Finalista     | 18. | 5 sierpnia 2001      | Montreal                   | Twarda          | Donald Johnson  | Jiří Novák David Rikl                | 4:6, 6:3, 3:6             |
| Finalista     | 19. | 8 września 2001      | US Open, Nowy Jork         | Twarda          | Donald Johnson  | Wayne Black Kevin Ullyett            | 6:7(9), 6:2, 3:6          |
| Zwycięzca     | 22. | 28 października 2001 | Sztokholm                  | Twarda (hala)   | Donald Johnson  | Jonas Björkman Todd Woodbridge       | 6:3, 4:6, 6:3             |
| Zwycięzca     | 23. | 6 stycznia 2002      | Doha                       | Twarda          | Donald Johnson  | Jiří Novák David Rikl                | 6:3, 7:6(5)               |
| Zwycięzca     | 24. | 13 stycznia 2002     | Sydney                     | Twarda          | Donald Johnson  | Joshua Eagle Sandon Stolle           | 6:4, 6:4                  |
| Finalista     | 20. | 31 marca 2002        | Miami                      | Twarda          | Donald Johnson  | Mark Knowles Daniel Nestor           | 3:6, 6:3, 1:6             |
| Finalista     | 21. | 23 czerwca 2002      | Nottingham                 | Trawiasta       | Donald Johnson  | Mike Bryan Mark Knowles              | 6:0, 6:7(3), 4:6          |
| Zwycięzca     | 25. | 27 października 2002 | Petersburg                 | Twarda (hala)   | David Adams     | Irakli Labadze Marat Safin           | 7:6(8), 6:3               |
| Finalista     | 22. | 4 maja 2003          | Monachium                  | Ceglana         | Joshua Eagle    | Wayne Black Kevin Ullyett            | 3:6, 5:7                  |
| Finalista     | 23. | 22 czerwca 2003      | Nottingham                 | Trawiasta       | Joshua Eagle    | Bob Bryan Mike Bryan                 | 6:7(3), 6:4, 6:7(4)       |
| Zwycięzca     | 26. | 15 lutego 2004       | Mediolan                   | Dywanowa (hala) | Pavel Vízner    | Daniele Bracciali Giorgio Galimberti | 6:4, 6:4                  |
| Zwycięzca     | 27. | 3 października 2004  | Szanghaj                   | Twarda          | Pavel Vízner    | Rick Leach Brian MacPhie             | 4:6, 7:6(4), 7:6(11)      |
| Zwycięzca     | 28. | 10 października 2004 | Tokio                      | Twarda          | Pavel Vízner    | Jiří Novák Petr Pála                 | 5:1 krecz                 |